# Sneaker

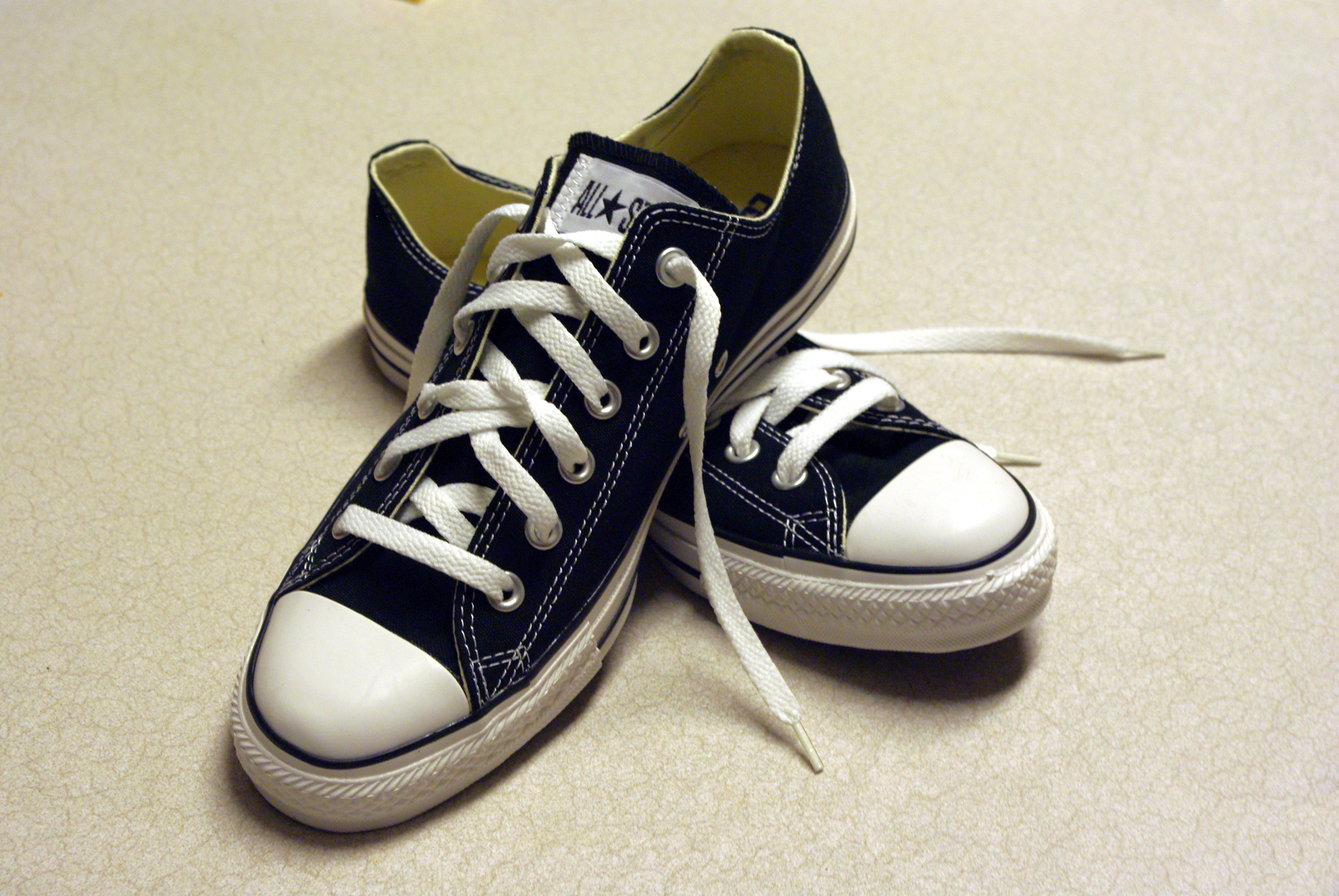
Một đôi giày sneaker Converse

Sneaker (hay còn được biết đến như là giày điền kinh, giày tennis, giày tập gym, giày thể thao, giày chạy hoặc giày tập) là những đôi giày được thiết kế chủ yếu để phục vụ cho thể thao hoặc các hoạt động khác liên quan đến thể dục, tuy nhiên ngày nay, loại giày này cũng có thể được hiểu là giày dùng để đi thường ngày. Cái tên sneaker được dùng để miêu tả một loại giày với đế linh hoạt được làm từ cao su hoặc các chất liệu tổng hợp, còn phần trên của giày được làm từ da hoặc vải tổng hợp.
Vài quốc gia dùng từ sneaker với nghĩa hẹp hơn. Trong tiếng Đức, thuật ngữ sneaker thường được áp dụng cho những đôi giày có dáng thể thao dùng hàng ngày; vì vậy, nghĩa hẹp hơn tiếng Anh Mỹ. Trong tiếng Anh, 'sneaker' chỉ có nghĩa là đôi giày thể thao có trục vải và đế cao su.

## Các tên gọi và nguồn gốc

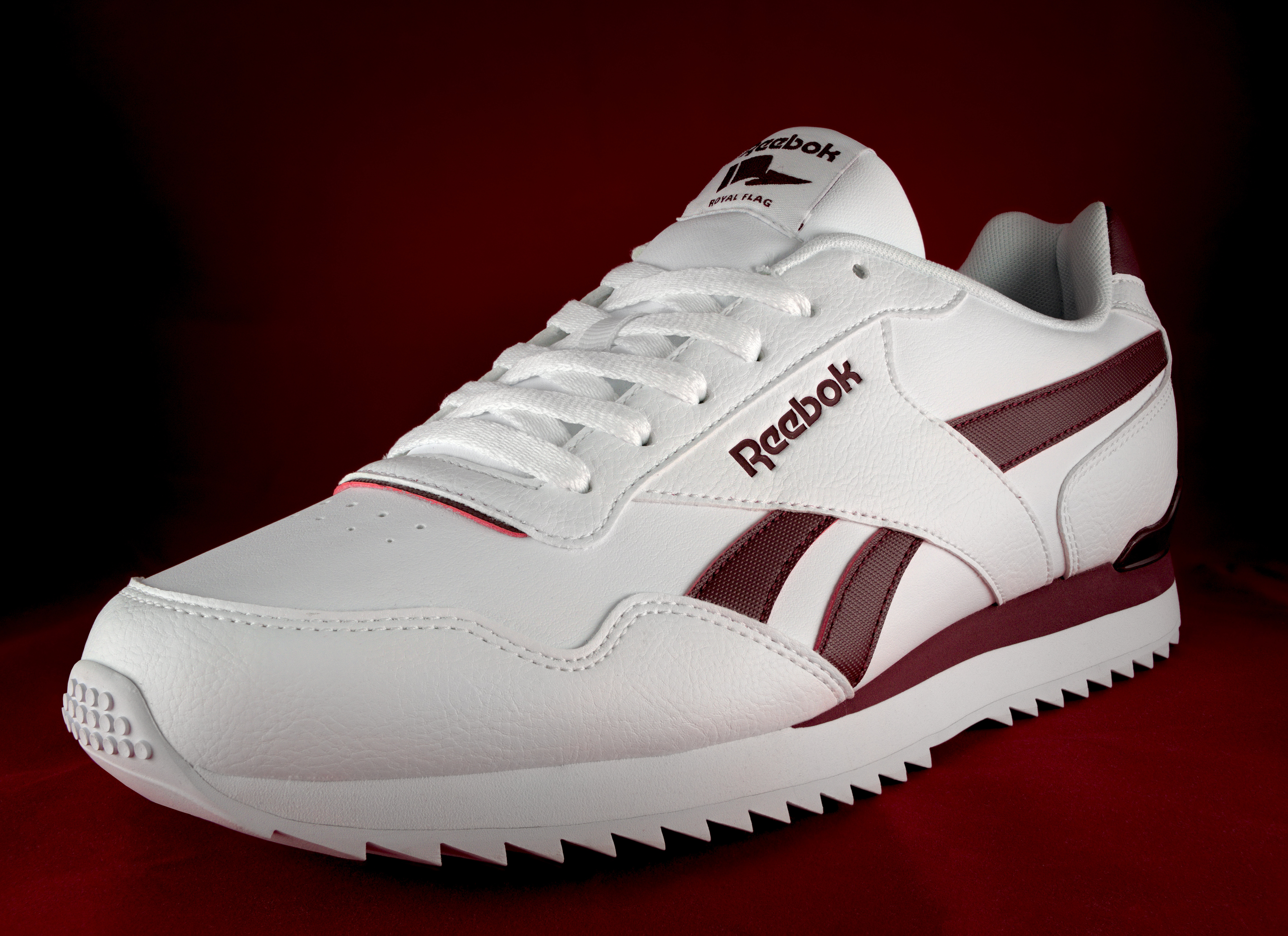
Một đôi giày sneaker của Reebok

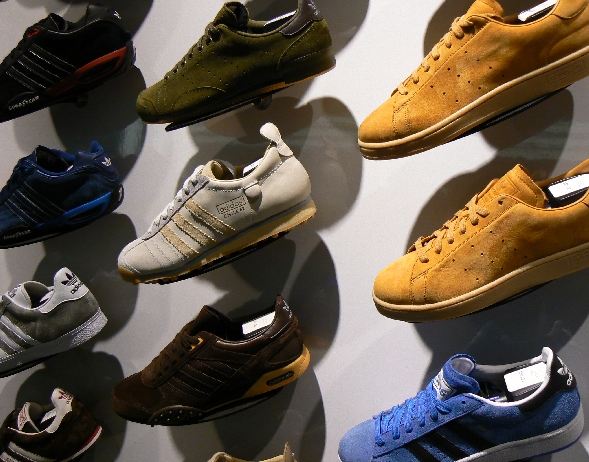
Vài mẫu sneaker của hãng Adidas

Từ "sneakers" chủ yếu được sử dụng ở khu vực Đông Bắc Mỹ và Nam Florida. Đây cũng là một từ khá phổ biến tại phía bắc Carolina và Canada. Từ tiếng Anh tương đương với "sneaker" trong các phiên bản hiện đại là "trainer" (giày tập). Ở một số khu vực thành thị ở nước Mỹ, từ lóng của sneaker là kicks. một số từ khác để gọi loại giày này trong tiếng Anh có thể kể đến training shoes hoặc trainers (tiếng Anh của nước Anh), sandshoes, gym boots hoặc joggers (tiếng Anh của vùng Geordie ở Anh), running shoes, runners hoặc gutties (tiếng Anh của các nước Canada, Úc và Scotland), daps (tiếng Anh của xứ Wales), runners (tiếng Anh của Ireland), sneakers, tennis shoes (tiếng Anh của vùng Bắc Mỹ và Úc, gym shoes, tennies, sports shoes, sneaks, takkies (tiếng Anh của Nam Phi và Ireland), rubber shoes (tiếng Anh của Philippines) hoặc canvas shoes (tiếng Anh của Nigeria).
Plimsolls (tiếng Anh - Anh), một từ có nghĩa là giày điền kinh "ít sử dụng công nghệ", cũng đôi khi được dùng để gọi 'sneakers' trong tiếng Anh của Mỹ. Từ "sneaker" bạn đầu được sử dụng bởi một nhân viên quảng cáo người Mỹ có tên là Henry Nelson McKinney làm việc cho công ty N. W. Ayer & Son. Vào năm 1917, ông sử dụng thuật ngữ này bởi vì phần đế làm bằng cao su giúp cho người đi gần như không phát ra tiếng động. Tuy nhiên, thuật ngữ này thật sự đã được sử dụng ít nhất là từ năm 1887, khi tờ báo Boston Journal chú thích từ "sneakers" như là "cái tên mà các cậu thanh niên đặt cho giày tennis". Cái tên "sneakers" (kẻ lén lút) được sử dụng để ám chỉ việc đế giày được làm từ cao su nên ít tạo ra âm thanh khi bước đi, trái ngược với tiếng động lớn mà những đôi giày có đế da thuộc tạo ra. Những người đi sneakers có thể "lén lút" trong khi những người đi loại giày khác khó có thể làm được.
Thậm chí trước đó nữa, cái tên "sneaks" đã được sử dụng bởi các tù nhân để ám chỉ cai tù vì họ thường đi giày đế cao su.

## Lịch sử
Ban đầu những đôi giày này được gọi với cái tên 'plimsoll' vào thập niên 1870, xuất hiện trong cuốn sách The Plimsoll Sensation của Nicholette Jones.
Plimsolls được sử dụng phổ biến bởi những người đi chơi xa và sau đó cũng bắt đầu được sử dụng bởi các vận động viên môn tennis và croquet vì sự thoải mái của chúng. Phần đế đặc biệt cùng hoạt tiết được khắc chìm bên dưới để gia tăng ma sát bề mặt của những đôi giày được phát triển, và dần dần chúng cũng được dùng rộng rãi cho quân đội Anh. Loại giày cũng dần dần được sử dụng nhiều hơn cho những công việc đi lại hàng ngày và trong các hoạt động ngoài trời vào thế kỷ 20, plimsolls thậm chí được phát hiện cùng với xác của đoàn leo núi thám hiểm Terra Nova xấu số. Plimsolls thậm chí cũng là một loại giày bắt buộc trong các tiết học thể dục của nước Anh.
Công ty giày J.W. Foster and Sons của anh bắt đầu sản xuất mẫu giày chạy bộ đầu tiên vào năm 1895; đôi giày có lớp gai ở đế để giúp thuận lợi hơn cho việc gia tăng sức bền và tốc độ. Công ty sau đó bán ra những mẫu giày handmade chất lượng cao tới các vận động viên điền kinh trên khắp thế giới, và cuối cùng nhận được một hợp đồng sản xuất giày của đội tuyển Anh tham dự thế vận hội mùa hè Olympic 1924. Harold Abrahams và Eric Liddell đã chiến thắng trong phần thi chạy 100m và 400m, sử dụng những đôi giày của nhà Foster.

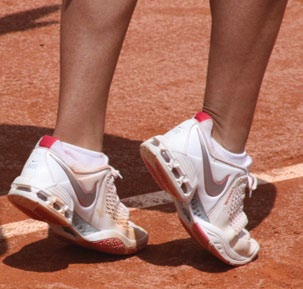
Một đôi giày điền kinh màu trắng với hoạ tiết hồng của Nike

Còn tại Mỹ, thiết kế của giày dép dần trở nên đáng chú ý hơn ở cuối của thế kỷ 20, lúc này chúng được gọi là "sneakers". Vào năm 1892, Công ty U.S. Rubber giới thiệu mẫu giày đế cao su đầu tiên trong nước, trở nên nổi như cồn và liên tục cháy hàng. Đôi giày bóng rổ đầu tiên được thiết kế bởi Spalding vào đầu năm 1907. Thị trường giày sneaker tiếp tục phát triển sau Thế chiến thứ nhất, khi thể thao và điền kinh dần trở thành một cách để tôn vinh tinh thần và lòng yêu nước. Thị trường sneaker tại Mỹ gia tăng nhanh chóng khi các cậu thiếu niên bắt đầu mua mẫu giày Converse All Stars được quảng cáo bởi vận động viên bóng rổ Chuck Taylor.
Trong giai đoạn giữa hai cuộc chiến tranh, giày thể thao cũng dần được quảng bá ở các môn thể thao khác, các thiết kế khác nhau được sử dụng cho cả nam và nữ. Giày điền kinh lúc này được vận động viên sử dụng để tranh đấu tại Olympics, giúp phổ biến hình ảnh giày điền kinh tới toàn thể công chúng. Vào năm 1936, một nhãn hiệu của Pháp, Spring Court, đã quảng bá đôi giày tennis đầu tiên làm từ chất liệu vải canvas với đế cao su tự nhiên.
Adolf "Adi" Dassler bắt đầu sản xuất đôi giày thể thao đầu tiên của riêng mình trong phòng bếp của mẹ ông ở Herzogenaurach, Bavaria sau khi trở về từ Thế chiến thứ nhất, rồi sau đó ông đã tiến hành khai trương một cơ sở sản xuất giày mà về sau trở thành một thương hiệu thể thao toàn cầu, Adidas. Ông rất thành công trong việc quảng bá đôi giày của mình tới các vận động viên điền kinh trong thế vận hội mùa hè 1936, điều này giúp sản phẩm của công ty ông trở nên phổ biến hơn với công chúng. Dần dần, việc kinh doanh trở nên phát đạt và Dasslers đã bán được 200.000 đôi giày mỗi năm trước chiến tranh thế giới thứ hai.

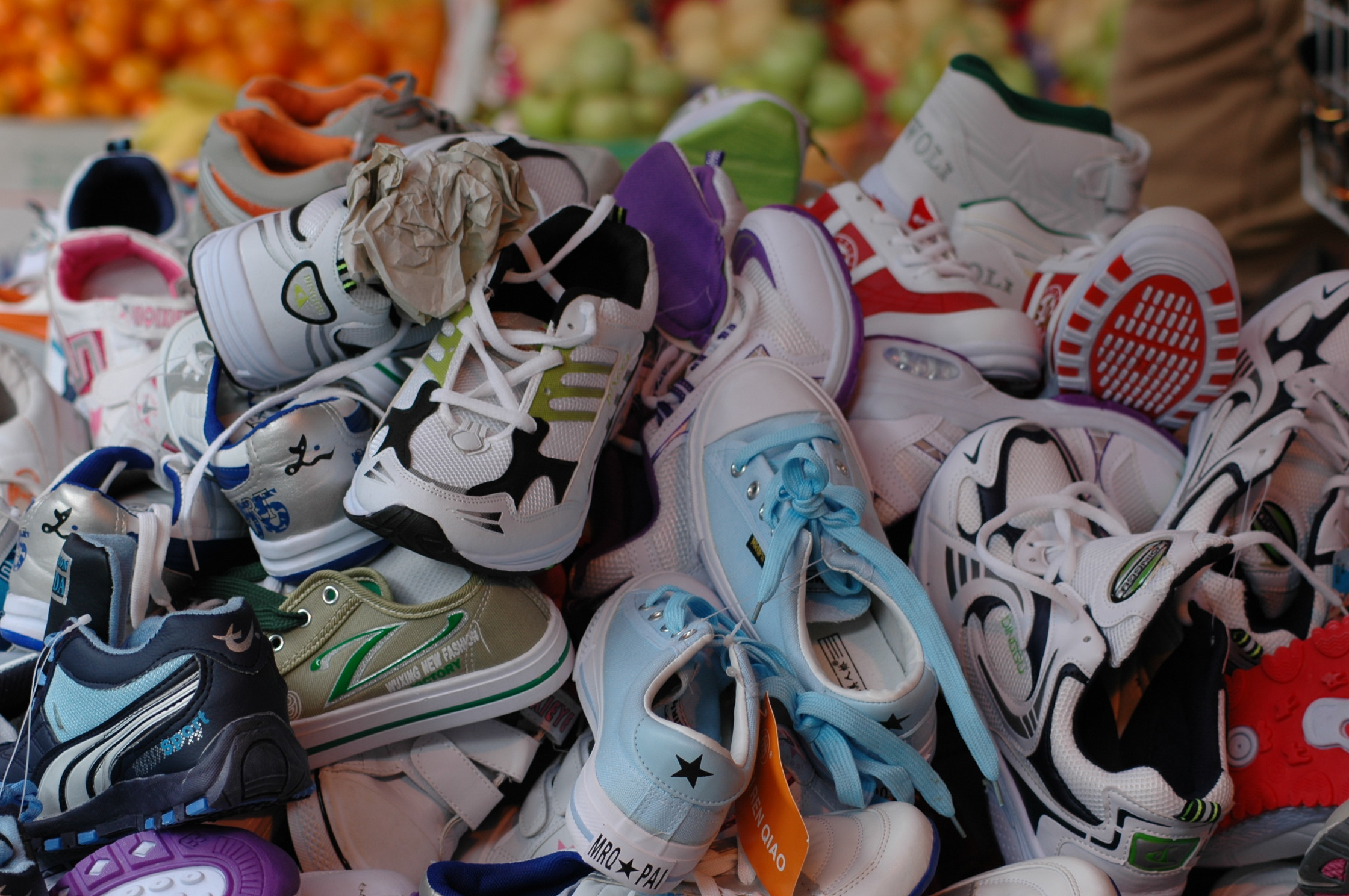
Một loạt các mẫu giày thể thao chất lượng thấp được bày bán ở một khu chợ Hồng Kông

### Sau chiến tranh
Trong giai đoạn thập niên 1950, nhờ việc mọi người có thêm nhiều thời gian hơn, và những đứa trẻ và thanh niên bắt đầu đi sneaker đến trường như một loại đồng phục. Doanh số giày sneaker tăng lên nhanh chóng, điều này dẫn đến sự bất lợi đối với các sản phẩm giày da truyền thống, và từ đó một cuộc chiến quảng cáo để giành thị phần đã diễn ra trong khoảng thời gian cuối thập kỷ 1950. Vào những năm 70, trào lưu đi bộ jogging để tập thể dục trở nên phổ biến, và những đôi giày tập được thiết kế dành cho hoạt động này cũng trở nên bán chạy. Các công ty bắt đầu sử dụng chiến lược quảng cáo giày sneaker như một sự lựa chọn cho cuộc sống thường ngày. Dần dần, giày sneaker bắt đầu phổ biến với mọi môn thể thao như bóng đá, việt dã, bóng rổ, chạy,... Mỗi môn thể thao đều có một loại giày đặc thù, sử dụng công nghệ dành riêng cho môn thể thao đó. 
Vào những năm 1990, các công ty giày trở nên cực kỳ thuần thục trong việc thiết kế kiểu dáng giày và quảng cáo chúng. Những người yêu giày thể thao càng ngày càng nhiều hơn, và số tiền đổ vào cho việc marketing tiếp tục cao hơn nữa. Sneaker trở thành một biểu tượng thời trang, chúng giờ trở thành một cách để thể hiện cá tính và phong cách thay vì chỉ đơn thuần dành cho thể thao
Từ năm 1970 (5 mẫu giày) cho đến năm 1998 (285 mẫu giày) và 2012 (3.371 mẫu giày), số lượng kiểu dáng của giày thể thao tại Mỹ đã gia tăng một cách chóng mặt.

## Sử dụng trong thể thao

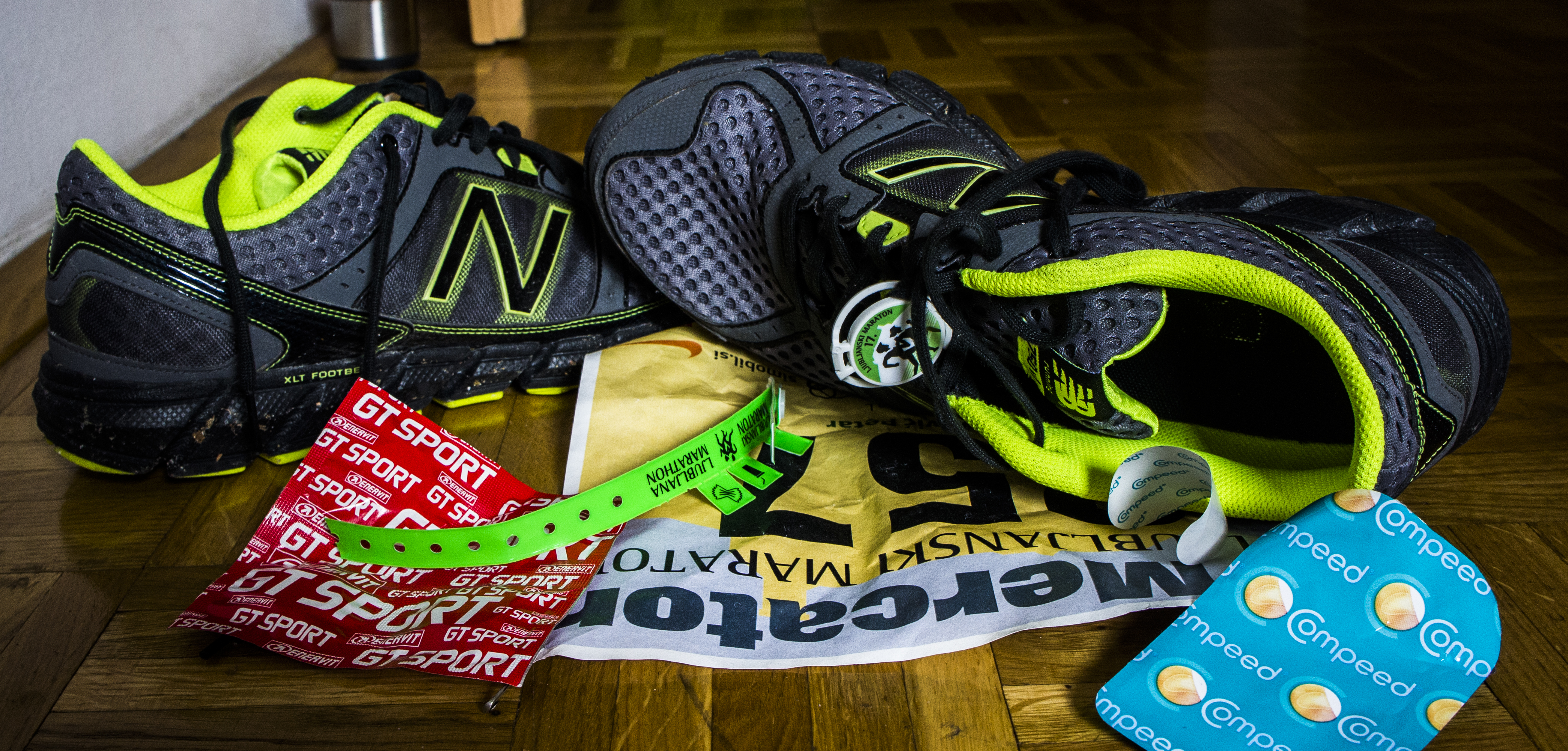
Giày chạy đường trường New Balance 750v1 sau một cuộc thi marathone

Từ "giày điền kinh" chủ yếu được dùng với những đôi giày dành cho bộ môn chạy marathon hoặc bán marathon, bóng rổ, và quần vợt, nhưng sau đó cũng xuất hiện những đôi giày dùng cho các môn thể thao trên sân cỏ như bóng đá và bóng rugby, những đôi giày đó thường có lớp đinh bên dưới đế.
Tính năng chủ yếu của các đôi giày điền kinh đó là chúng có phần đế linh hoạt, thích hợp để bước đi và hấp thụ lực của vận động viên. Khi ngành công nghiệp giày ngày càng mở rộng, những loại giày được cho là "giày điền kinh" sẽ được đánh giá dựa vào phần bên dưới của đôi giày thay vì phần bên trên.
Những đôi giày được thiết kế từ những vật liệu rất linh hoạt, tiêu biểu là dòng giày có đế làm từ cao su đặc. Ban đầu những đôi giày cổ điển có thiết kế rất đơn giản, tuy vậy hiện nay các nhà sản xuất đã đưa ra nhiều mẫu giày hơn để phục vụ cho nhiều mục đích khác nhau. Một ví dụ tiêu biểu là loại giày đinh để giúp cho việc chạy tốt hơn. Các đôi giày thể thao ngày càng được phát triển đa dạng hơn về kích cỡ, hỗ trợ tốt cho cả các vận động viên có hình dáng bàn chân khác biệt. 

### Giày chạy
Giày chạy dần trở thành một công cụ đắc lực để giúp gia tăng thành tích và sức bền cho người chạy. Về cơ bản, giày chạy được phân loại theo kiểu chạy: chủ yếu chúng sẽ giúp bảo vệ và gia tăng khả năng của gót chân và đầu ngón chân, chúng được phân thành ba loại là "neutral", "overpronation" và "underpronation". Những đôi giày này được thiết kế với nhiều bộ phận khác nhau được làm từ cao su hoặc nhựa/kim loại để giúp làm giảm bớt tối đa sự chuyển động và áp lực lên bàn chân. Những người chạy chuyên nghiệp rất thích đi những đôi giày đế bằng và linh hoạt vì chúng giúp họ chạy nhanh hơn và thoải mái hơn.
Theo NPD Group, cứ bốn đôi giày chạy được bán ra tại Mỹ trong năm 2016 lại có một đôi được mua trên mạng.

## Các thương hiệu nổi bật
Tính đến  năm 2015, Các thương hiểu nổi tiếng về sneaker gồm có: Adidas, Air Jordan, ASICS, Babolat, Brooks, Converse, DC, Diadora, Dunlop, Ethletic, Feiyue, Fila, Hoka One One, Hummel, Kappa, Karhu, K-Swiss, Keds, Lescon, Lotto, Merrell, Mizuno, New Balance, Nike, Onitsuka Tiger, PF Flyers, Pony, Pro-Keds, Puma, Reebok, Saucony, Skechers, Umbro, Under Armour, Vans và Yeezy.

## Các loại sneaker
- Giày cổ cao che kín vùng mắt cá chân.
- Giày cổ thấp hoặc kiểu oxford không che vùng mắt cá chân.
- Sneaker cổ trung lai giữa kiểu cổ cao và cổ thấp.
- Sneaker dài đến tận vùng bắp chân.
- Một loại giày slip-on kiểu thấp cổ/oxford không che kín mắt cá chân và cũng không có dây buộc.
- Giày CVO (Circular Vamp Oxford) cổ thấp giống như loại cổ thấp tuy nhiên còn có thêm hai miếng vải ở giữa đính khoảng 4 đến 5 lỗ để xỏ dây.

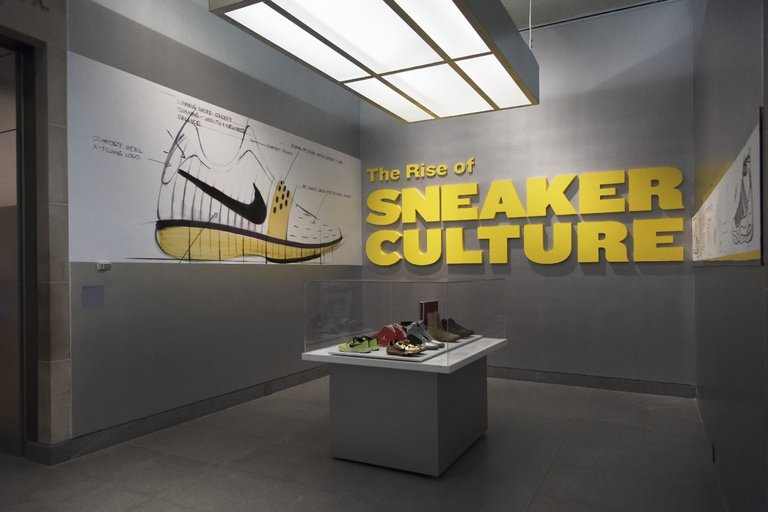
Trưng bày Sự Trỗi dậy của Văn hóa Sneaker tại Bảo tàng Brooklyn

- Giày CVO (Circular Vamp Oxford) cổ cao giống như loại cổ cao tuy nhiên có thêm hai miếng vải ở giữa.

## Văn hóa Sneaker
Sneaker dần trở thành một phần quan trọng của văn hóa hip hop (chủ yếu với Pumas, Nike và Adidas) và rock 'n roll (Converse, Macbeth) kể từ thập niên 1970. Các nghệ sĩ hip hop đã ký những bản hợp đồng hàng triệu đô la Mỹ với các thương hiệu tên tuổi như  Nike, Adidas và Puma để quảng bá hình ảnh những đôi giày này. Những người chuyên sưu tầm sneaker, còn được gọi với cái tên "sneakerhead", sử dụng sneaker như một loại phụ kiện thời trang. Những đôi giày sneaker cách điệu với thiết kế đẹp có thể được bán với giá $1000 tại các gian hàng trưng bày tại Saks Fifth Avenue. Vào năm 2005, một bộ phim phóng sự tên là Just for Kicks đã nói về hiện tượng sneaker và lịch sử hình thành của chúng.
Sneakerhead được hiểu là một người chuyên sưu tầm, trao đổi hoặc bày tỏ sự ngưỡng mộ dành cho sneaker như là một sở thích.

## Xen thêm
- Danh sách các loại giày